# Солене джерело (пам'ятка природи)
Солене джерело — гідрологічна пам'ятка природи місцевого значення. Об'єкт розташований на території Надвінянського району Івано-Франківської області, Білоославське лісництво квартал 29, виділ 1.
Площа — 0,0100 га, статус отриманий у 1988 році.